# Francisco Javier

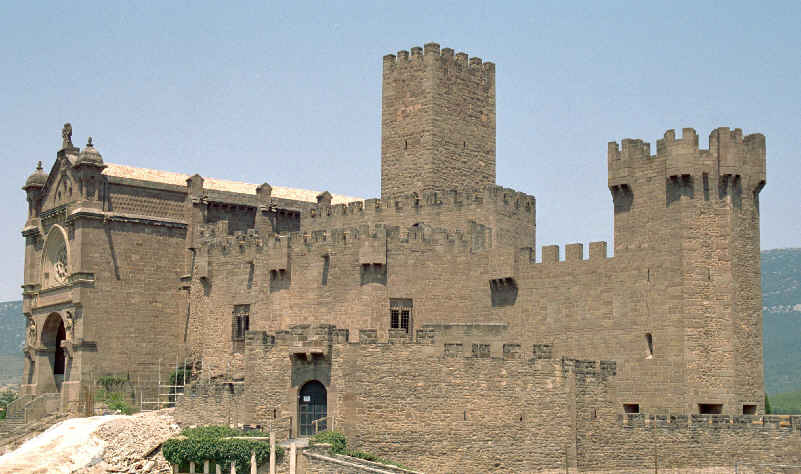
Castillo de Javier, donde residía Juan de Jasso, presidente del Consejo Real de Navarra y padre de San Francisco Javier y de sus hermanos Juan y Miguel, que lucharon contra los invasores. El castillo fue desmochado para impedir la resistencia navarra.

Francisco de Jasso y Azpilcueta (Javier, 7 de abril de 1506–Isla de Sanchón, 3 de diciembre de 1552), más conocido como san Francisco Javier, o también como Francisco Xavier, Francisco de Javier o Francés de Jaso, fue un religioso y misionero de la Compañía de Jesús nacido en la localidad de Javier (Reino de Navarra), actual España, y fallecido en la isla Shangchuan (China). Fue canonizado por la Iglesia católica con el nombre de san Francisco Javier.
En cuanto a las formas que usó de su nombre, aparece como Francisco de Jasso en el arrendamiento que hizo en Burguete en nombre de su madre, y Francisco de Jasso y de Xabier en su proceso de nobleza; pero como jesuita no usó el apellido paterno, sino el materno, al igual que su hermano, sucesor del señorío de Javier. Firmaba sus cartas como Francisco de Xabier, o mejor, solo con Francisco, con la excepción del Francés de Xabier de la carta que Ignacio de Loyola le llevó en mano a su hermano Juan de Azpilcueta en 1535.
Francisco Javier fue un misionero jesuita de primer orden, miembro del grupo fundacional de la Compañía de Jesús y estrecho colaborador de su fundador, Ignacio de Loyola. Destacó por sus misiones que se desarrollaron en el oriente asiático y en Japón. Recibió el sobrenombre de Apóstol de las Indias, quien para ello recorrió más de 120 000 km (tres veces el diámetro de la tierra).

## Circunstancias históricas de su nacimiento
Nacido como Francisco de Jasso Azpilcueta Atondo y Aznárez de Javier, en 1506 en el Castillo de Javier, en el Reino de Navarra. Su padre don Juan de Jasso y Atondo, señor de Idocín, fue presidente del Consejo Real de Navarra tras haberse doctorado en la Universidad de Bolonia, por lo que suele encontrarse documentado como «el doctor Jasso». En 1483 contrajo matrimonio con doña María de Azpilcueta y Aznárez de Sada, hija de los señores de Javier.
En 1512, con ocasión del pacto del reino de Navarra con Francia, se reinicia la conquista de Navarra por las tropas castellano-aragonesas al mando de Fadrique Álvarez de Toledo, duque de Alba, por orden de Fernando el Católico, rey ya de Aragón y Castilla. Se ocupan gran parte de las plazas del Reino de Navarra, contando con el apoyo de los descendientes del noble beaumontés Luis de Beaumont, exiliados en Castilla, los llamados beaumonteses y que se habían enfrentado a los agramonteses en un largo conflicto civil que había finalizado a comienzos del siglo XVI. Tras la invasión parcial del Reino de Navarra por las tropas castellano-aragonesas con fuerte presencia guipuzcoana, se produjeron varias contraofensivas de los leales a los Albret, en este caso con gran apoyo francés, luchas que duraron hasta 1530.
En 1516, fallecido el padre en el exilio un año antes, los hermanos de Francisco participan en una infructuosa ofensiva con el legítimo Rey de Navarra Juan de Albret, por lo que la familia de Francisco fue desposeída de sus propiedades y el castillo desmochado por orden del Gobernador, el Cardenal Cisneros.
En 1521, una invasión navarro-francesa que penetraría hasta Logroño (antiguo territorio navarro) permite a los leales a Juan de Albret recuperar fugazmente el control casi total del Reino, aunque dura poco tiempo, y perdieron la parte al sur de los Pirineos, Alta Navarra, en 1524 (con la caída de la plaza Navarra de Fuenterrabía), mientras que la Baja Navarra, al norte de los Pirineos, se mantendría leal a Juan de Albret en la órbita francesa.
En 1530, Carlos I entonces rey de España, abandona sus aspiraciones a ocupar el resto del Reino de Navarra que se mantendría como reino independiente, y finalmente, a través de lazos matrimoniales se uniría con la Corona francesa con el título de Reyes de Francia y Navarra. La parte surpirenaica de la Alta Navarra, con la que se consuma la Corona de España (entendido el vocablo de acuerdo a la usanza actual, esto es, sin incluir Portugal) mantendría sus instituciones, privilegios y denominación como Reino hasta el siglo XIX en que se transforma en una provincia foral. La parte que quedó en Francia, la Baja Navarra, conserva su estatus de Reino hasta la abolición de los privilegios de los territorios de la monarquía francesa, tras la Revolución Francesa a finales del siglo XVIII.
Francisco había abrazado la carrera eclesiástica y marcha en 1528 a París a la Universidad de la Sorbona, donde conoce a Ignacio de Loyola, con quien fundará más adelante la Compañía de Jesús. Aunque al principio no sintió simpatía por Ignacio de Loyola, terminó siendo su mejor amigo y colaborador. Efectivamente, se da la circunstancia de que en 1521, antes de iniciar su vocación eclesiástica, san Ignacio, en ese momento Íñigo de Loyola, había combatido con las tropas guipuzcoanas imperiales contra las francesas del Duque de Foix (que apoyaban a Juan de Albret), en las que combatían, junto a otros navarros, los hermanos de san Francisco Javier, y en la que Ignacio cayó herido en el sitio de Pamplona.

## Biografía
Francisco de Javier nació en el castillo de Javier ubicado en lo que en la actualidad es la localidad de Javier, Navarra, norte de España, el 7 de abril de 1506 en el seno de una familia noble. Su padre, Juan de Jasso, era Presidente del Real Consejo del Rey de Navarra Juan III de Albret. Su madre fue María de Azpilcueta que pertenecía a una noble familia de la que formaba parte Martín de Azpilcueta, el llamado doctor navarrus. Era el menor de cinco hermanos: Magdalena, Ana, Miguel, Juan y él mismo.
Su niñez estuvo marcada por los hechos históricos que llevaron a la conquista del reino de Navarra por parte del reino de Castilla, dado que su familia estuvo muy involucrada en la defensa de la independencia de la primera. Su casa natal fue lugar de encuentro de los partidarios de los Albret y sufrió la revancha de la pérdida. Sus hermanos, miembros del ejército de Juan III, fueron encarcelados por ello. Estas circunstancias pudieron ser la causa de la determinación de Francisco por el estudio religioso.

### Estudios en París
En 1524 Francisco Javier tiene tomada la determinación de ir a estudiar a París, a la Sorbona. Antes había cursado estudios en diferentes ciudades navarras, y los ultimó en Pamplona.
En septiembre de 1528 se fue a estudiar a París, donde conoció al que sería su mejor amigo, Íñigo de Loyola, posteriormente san Ignacio de Loyola, quien nunca le dejó solo en los momentos difíciles en París y siempre le ayudó, como, por ejemplo, cuando Francisco sufrió problemas económicos.
Fue allí donde con otros cinco compañeros se constituye lo que sería el embrión de la Compañía de Jesús. El 15 de agosto de 1534, una vez finalizados los estudios, juran votos de caridad y castidad, a la vez que prometen viajar a Tierra Santa, en la Cripta del Martirio de Montmartre. Francisco se queda en París otros dos años más estudiando Teología, después de participar en los Ejercicios espirituales junto a Ignacio de Loyola.
En 1537 se reúne con Ignacio de Loyola para viajar a Italia. En Roma visitan al Papa Paulo III para pedirle su bendición antes de emprender el viaje a Tierra Santa, viaje que no se iba a poder realizar por haber entrado Venecia en guerra con Turquía. Llegan a Venecia y es ordenado sacerdote el 24 de junio. Durante su estancia en Venecia, mientras esperaban el barco para ir a Tierra Santa, se dedica junto a sus compañeros a predicar por los alrededores. Ante la tardanza del viaje, vuelven a Roma y se ofrecen al Papa para ser enviados a cualquier otro lado. De allí parte hacia Lisboa en 1540, donde comenzará la etapa más importante de su vida: la de misionero. El viaje a Portugal se debió a la solicitud del embajador portugués en Roma, Pedro de Mascarenhas, que pidió en nombre de Juan III de Portugal a Ignacio de Loyola algunos hombres suyos para enviarlos a las Indias Orientales. Para ese viaje, Francisco fue nombrado por el papa legado suyo en las tierras del Mar Rojo, del Golfo Pérsico y de Oceanía, a uno y otro lado del Ganges.

### Sus viajes misioneros

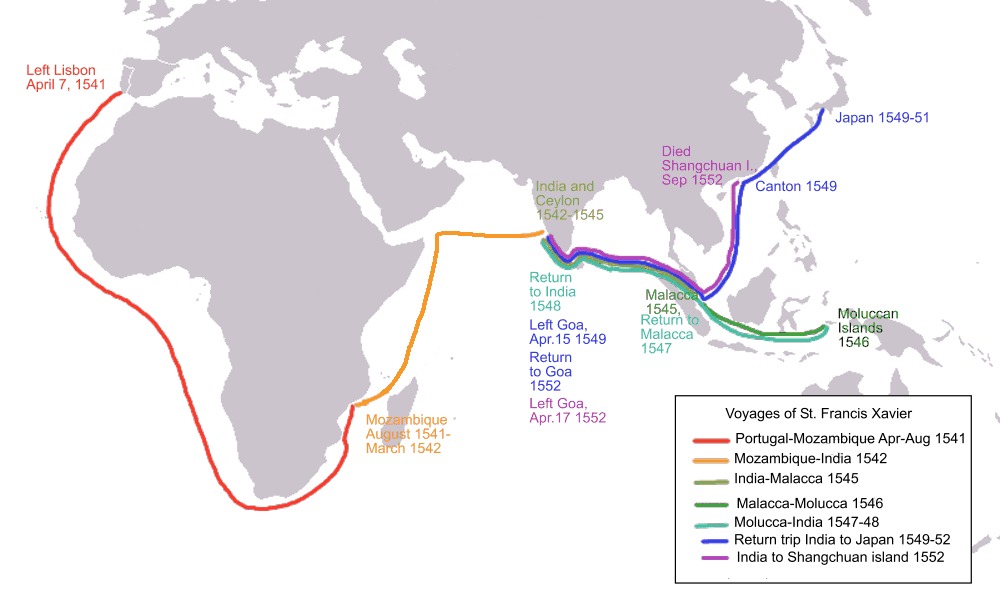
Mapa del viaje de San Francisco Javier

El viaje a Lisboa fue por tierra y paró en Azpeitia (Guipúzcoa) para entregar cartas de Ignacio de Loyola a su familia. En Lisboa estuvieron un tiempo, hasta que Francisco fue designado para ser el enviado a las Indias. En ese tiempo no dejaron de predicar el evangelio a los pobres de la ciudad.
El 7 de abril de 1541, día que cumplía 35 años, sale la expedición y llega el 22 de septiembre a Mozambique. Allí se queda hasta febrero del año siguiente. En esa estancia ayuda en el hospital y percibe la realidad del trato que se da a los negros, lo cual le lleva a tener los primeros enfrentamientos.
Después de efectuar escalas en Melinde y Socotora, llega a Goa (ciudad que luego sería capital de la India Portuguesa) el 6 de mayo de 1542. Prepara un texto divulgativo basado en el catecismo de Juan Barros y comienza a predicar la doctrina católica por la ciudad, a la vez que asiste a moribundos, visita a presos y socorre a pobres.

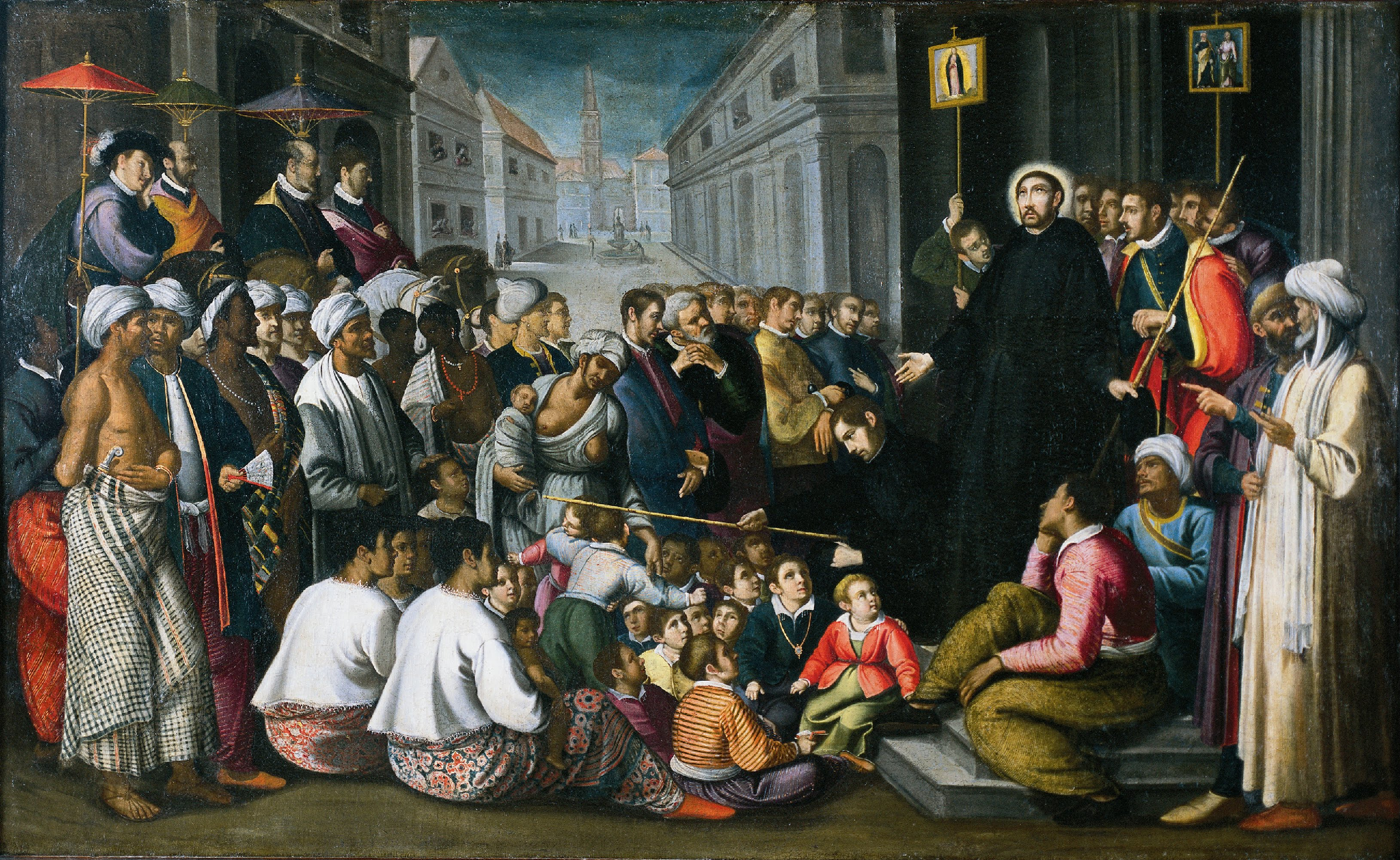
Francisco Javier predicando en Goa (1610), obra que muestra al religioso rodeado de sus seguidores.

Para lograr un acercamiento más intenso, se dedica a aprender la lengua del país. Tras rechazar el puesto de director del seminario de San Pablo, se embarca en octubre de 1542 para las islas de la Pesquería, en la costa de Goa, donde permaneció más de un año.

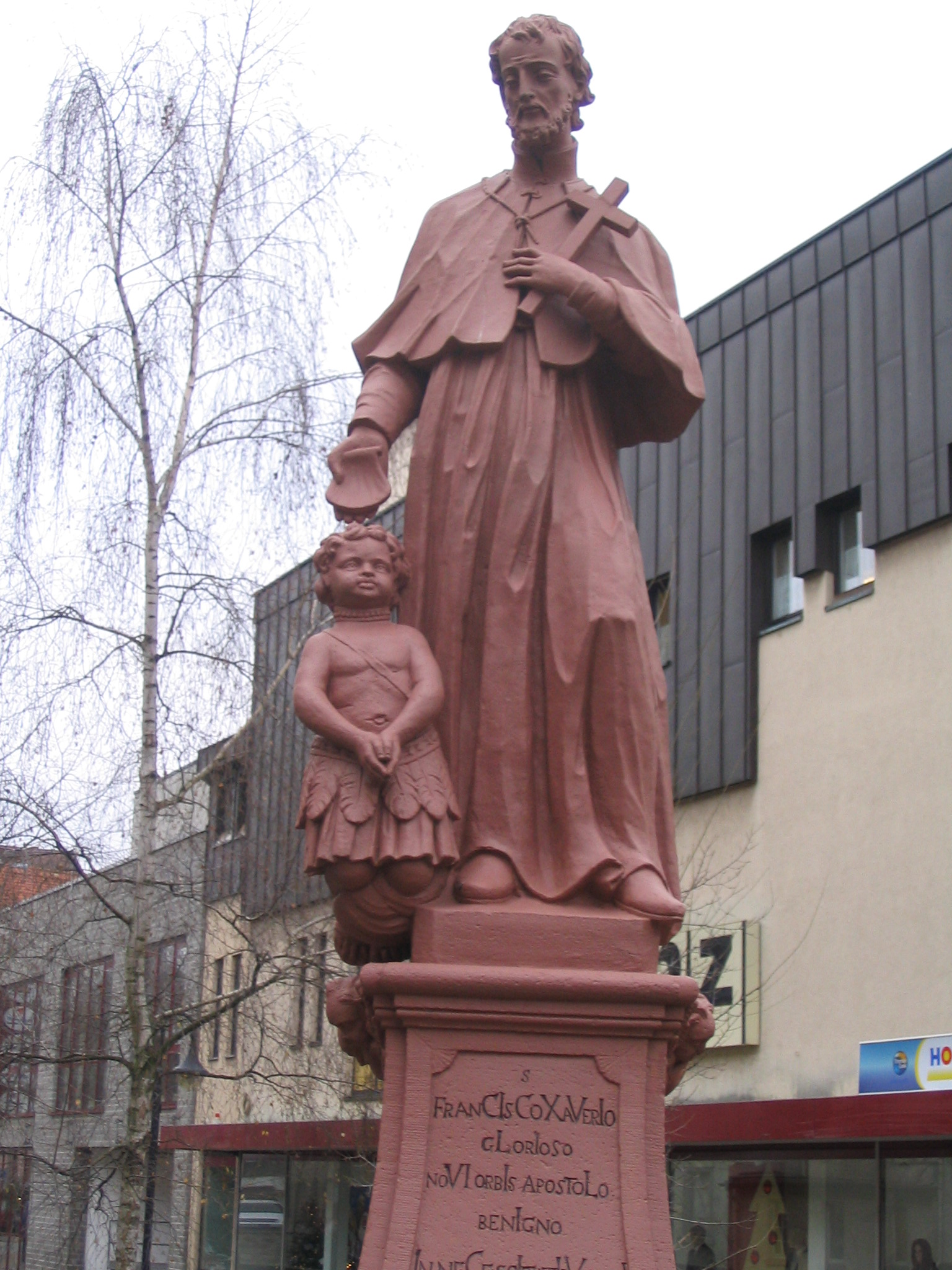
Escultura dedicada a san Francisco Javier en Bensheim (Alemania).

Evangeliza a los indios Paravas y recorre las ciudades de Tuticorrín, Trichendur, Manapar y Combuture. Encontró la oposición de los brahmanes, que habitaban las pagodas de la región.
Aprendió tamil y tradujo a esa lengua parte de los textos cristianos y una plática sobre el cielo y el infierno.
En noviembre de 1543 se encuentra con sus compañeros Micer Paulo y Mansilla en Goa y se entrevista con el obispo de la ciudad, Juan de Alburquerque, para pedirle misioneros. El obispo destina a 6 sacerdotes para esa labor. Con los nuevos colaboradores se vuelve a la Pesquería. En el viaje escribe varias cartas a sus compañeros de Roma, en una de ellas dice:

muchos cristianos se dejan de hacer en estas partes, por no haber personas que se ocupen en la evangelización. Muchas veces me mueven pensamientos de ir a esas Universidades dando voces como hombre que tiene perdido el juicio, y principalmente a la Universidad de París, diciendo en la Sorbona a los que tienen más letras que voluntad, para disponerse a fructificar con ellas; ¡cuántas almas dejan de ir a la gloria y van al infierno por negligencia de ellos! Es tanta la multitud de los que se convierten a la fe de Cristo en estas partes, en esta tierra donde ando, que muchas veces me parece tener cansados los brazos de bautizar, y no poder hablar de tantas veces de decir Credo y mandamientos en su lengua de ellos y las otras oraciones.

Establece en la costa de Pesquería de Perlas un sistema de asignación de territorios a un responsable, el cual debía mantenerle informado del devenir de la misión. Una vez que ha organizado ese territorio, parte hacia Manapar y el distrito sur. Permanece un mes con los makuas, donde bautizará a más de 10 000 personas.
Durante 1544 realiza más de veinte viajes de evangelización. Ante las noticias de la ejecución de cristianos en Ceilán, Francisco regresa a Goa y habla con el gobernador para acompañar a las tropas que se iban a enviar para castigar las acciones contra los cristianos que el rey Jafnapatán había hecho. Por diferentes causas, dicha acción nunca se llevó a cabo.
En 1545 parte a las islas Molucas en compañía de Juan Eiro, y llega a Malaca poco después. Durante tres meses Francisco Javier aprenderá un mínimo el idioma y se familiariza con la cultura local; también traducirá, con ayuda de gentes entendidas, la parte básica de los textos de la doctrina católica. Ese mismo año escribe al rey de Portugal sobre las injusticias y vejaciones que les imponen los propios oficiales de Vuestra Majestad.

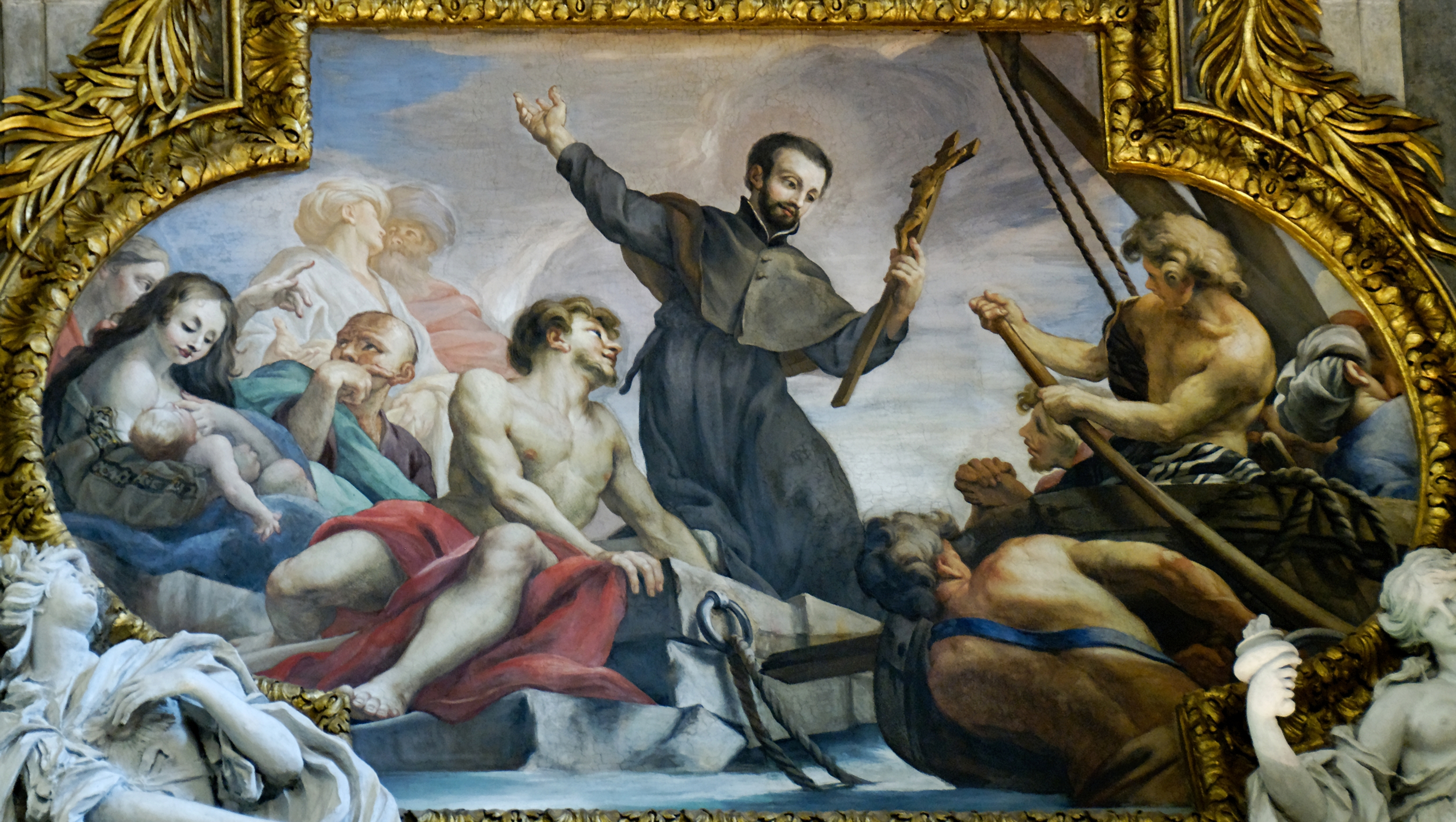
Representación de Francisco Javier en la bóveda de la capilla dedicada al santo en la iglesia del Gesù, en Roma. La obra se basa en una de las historias milagrosas atribuidas a Francisco Javier que relata cómo recuperó su crucifijo después de perderlo en el mar. Francisco Javier estaba atrapado en una tormenta mientras viajaba a Malaca (Malasia) en el año 1546. Con fe arrojó la cruz al mar, pidiéndole a Dios que la hiciera un instrumento para pacificar las turbulentas aguas. El mar se calmó y al llegar a las costas de Malaca, Francisco Javier vio un cangrejo caminando hacia él que sostenía ese crucifijo en sus pinzas.

Sale hacia las Islas de Amborio y Ternate en enero de 1546, después de preparar las Instrucciones para los catequistas de la Compañía de Jesús. Llega a su destino al cabo de mes y medio. Recorre diferentes islas de la región y en Baranula (Ceran), según cuenta la tradición, un cangrejo le devuelve el crucifijo que había perdido durante una tempestad.
En junio llega a Ternate, rico centro comercial de especias y última posesión portuguesa y permanece en ella tres meses. De allí sale a las islas del Moro, donde pasa otros tres meses. De las islas del Moro emprende viaje de vuelta a Cochín, donde llegaría el 13 de enero de 1548.
Después de realizar labores de reordenación y supervisión de las misiones establecidas en India y Molucas, donde se siente decepcionado con el deterioro sufrido, tal y como demuestra en sus cartas, parte para Japón, junto a sus compañeros Cosme de Torres y Juan Fernández y el traductor Anjirō, el domingo de Ramos de 1549. Llega a tierras niponas el 15 de agosto. Desembarcan en Kagoshima, entonces capital del reino Sur del Japón. Permaneció en esta ciudad durante un año y en tierras japonesas durante dos años y tres meses. Con la colaboración de su compañero Pablo de Santa Fe evangelizó por tierras niponas e hizo que se tradujera la obra Declaración de los artículos de la Fe, que se aprendió de memoria y solía recitar en las esquinas. Para responder a las preguntas que los transeúntes realizaban se valía de un intérprete. Ante el fracaso de la misión, pensó en citarse con el rey de la zona con la esperanza de que si este se convertía al catolicismo, el pueblo también lo haría. En 1550 se dirige al norte con esta intención. Funda una pequeña colectividad cristiana en Hirado. Llega a Yamaguchi, luego a Sakai y, finalmente a Meaco, donde intenta, sin conseguirlo, ser recibido por el emperador.
Se traslada a Yamaguchi de nuevo y obtiene del príncipe la garantía de respeto a los conversos al cristianismo. Ante esa perspectiva realiza, junto con sus dos compañeros, una intensa labor de predicación que da su fruto en la creación de una pequeña comunidad católica. Muchos de los convertidos son samuráis. La oposición del clero local, los bonzos, fue siempre fuerte.

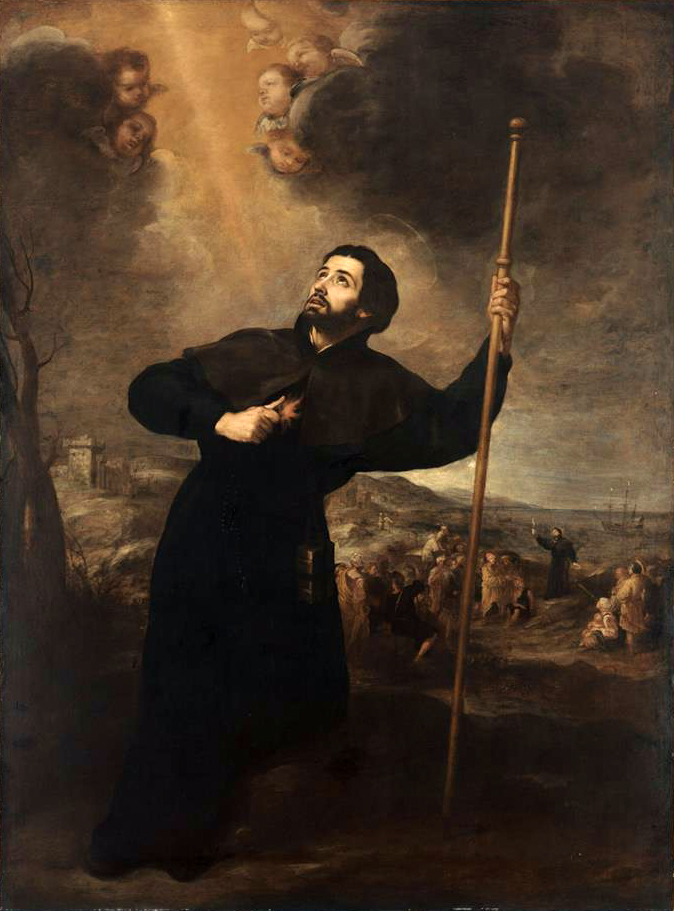
Francisco Javier, por Bartolomé Esteban Murillo. Óleo sobre tela, ca. 1670.

En septiembre de 1551 le llama el príncipe de Bungo, que le permite predicar en esas islas. Un mes después y dejando algunos conversos, Francisco Javier se vuelve a la India alertado por las noticias que le llegan. El viaje de vuelta se realiza en la nao Santa Cruz que capitaneaba Diego de Pereira, quien le da la idea de organizar una embajada a China en nombre del rey de Portugal para entablar negociaciones de paz. Cuando llega a Malaca se entera de que la India ha sido nombrada provincia jesuítica independiente de Portugal y que él es su provincial.
El 24 de enero de 1552 llega a Cochín y el 18 de febrero a Goa. Después de solucionar algunos problemas de las misiones y preparar el viaje a China, parte rumbo a ese país el 14 de abril. Le acompañan en la aventura el sacerdote Gago, el hermano Álvaro de Ferreira, Antonio de Santa Fe (que era de origen chino) y un criado indio llamado Cristóbal, y se embarcaron en la Santa Cruz capitaneada por Pereira.
Cuando llegan a Malaca tienen problemas con el Capitán de Mares, Álvaro de Ataide, que retrasa el viaje por dos meses e impide que Pereira siga al mando de la nao. Llegaron a la isla Shangchuan a finales de agosto de 1552, movidos, al parecer, por las afirmaciones de los japoneses, que no valoraban nada que no hubiese arraigado antes en China, y con la idea de evangelizar en China para que esto influyese luego en Japón. Esta isla era el lugar de encuentro entre los mercaderes chinos y portugueses.

### Muerte y sepultura
Permanecen a la espera de la llegada de un barco chino que debe introducirles, clandestinamente, en el continente. Francisco Javier estaba en una choza acompañado de su fiel amigo de origen chino Antonio de Santa Fe. Pero por las condiciones de pobreza y el gélido viento frío que azotaba la isla, Francisco se enfermó de pulmonía, que le causó fiebre, por lo que deliraba diciendo: "Madre de Dios, ten misericordia de mí", "Jesús, Hijo de David, ten misericordia de mí". Antonio lo cuidó esa noche del viernes y al amanecer del sábado "se durmió en el Señor". El 3 de diciembre de 155, muere Francisco Javier cuando contaba 46 años de edad.
Unos portugueses del barco Santa Cruz ayudaron a Antonio a introducir el cuerpo en una caja de madera, agregando cal al ataúd, y lo enterraron. Después de tres meses lo desenterraron para trasladarlo a Malaca, y al revisar el cuerpo vieron que estaba fresco, como si estuviera vivo. Lo metieron en una caja mejor, le untaron brea y se lo llevaron. En Malaca lo recibieron con entusiasmo y a su llegada cesó la gran mortandad que había. Un enfermo lo besó y quedó curado. Por eso su cuerpo es conducido a Goa (capital de la excolonia portuguesa), donde a petición de él mismo quería ser enterrado, y llega en la primavera de 1554 en medio de un gran recibimiento. Esa ciudad resguarda el cuerpo incorrupto de San Francisco Javier en la Basílica del Buen Jesús de Goa, el mismo que es expuesto al público cada 10 años en una urna de cristal y plata en su propia base, convirtiendo a Goa en un lugar de peregrinación de devotos de la India independientemente de su religión, donde después de caminar hasta diez días para llegar al lugar, esperan hasta siete horas para ver al santo, acogiendo hasta 3 millones de devotos en 44 días.

## Canonización, patronazgo y festividades
Fue canonizado por el papa Gregorio XV el 12 de marzo de 1622 junto a san Ignacio de Loyola, santa Teresa de Jesús, san Isidro Labrador y san Felipe Neri.
Ha sido nombrado patrono de varios sitios y obras:
- En 1748 el papa Benedicto XIV lo nombra patrono de Oriente, todas las tierras al este del cabo de Buena Esperanza.
- En 1904 el papa Pío X lo designa patrono de la Obra de la Propagación de la Fe.
- En 1927 el papa Pío XI le nombra Patrono Universal de las Misiones junto a santa Teresita del Niño Jesús.
- En 1952 el papa Pío XII lo proclama patrono del turismo.
- Es también patrono de la Rama Caminantes dentro del Movimiento Scout católico.

Es copatrón de Navarra junto con san Fermín de Amiens. Su festividad se celebra el 3 de diciembre, en coincidencia con el día de su muerte. en los primeros días de marzo, se celebra anualmente una masiva peregrinación en su recuerdo hasta el Castillo de Javier, conocidas como javieradas.

### Patronazgo de Navarra

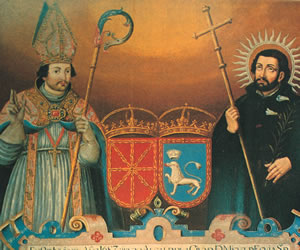
Representación barroca de San Fermín y San Francisco Javier (derecha), principales copatronos del Reino de Navarra. También son visibles los escudos de Navarra y Pamplona.

San Francisco Javier es copatrón de toda Navarra, compartiendo este título con san Fermín desde que en 1657 el Papa Alejandro VII tuviera que intervenir para poner fin a tres décadas de polémicas que dividieron a los pueblos e instituciones navarras, entre partidarios de uno u otro santo: los partidarios de san Francisco Javier ―los jesuitas y la Diputación de Navarra― y los que pugnaban por san Fermín ―el Cabildo Catedral y el Ayuntamiento de Pamplona―. Dicho conflicto nació del fervor popular motivado por la canonización de Francisco Javier y en un contexto de renovación de la Iglesia. Se argumentaron todo tipo de razonamientos a favor y en contra del patronazgo de uno u otro santo, posturas que eran opuestas e irreconciliables. El asunto se zanjó con el nombramiento compartido de los dos santos como copatrones de Navarra en 1657.

## Iconografía y obra
Son muchas las obras que han reflejado al Apóstol de las Indias en pintura y escultura. Célebres artistas, como Murillo, Rubens, Van Dyck, Luca Giordano, André Reinoso y Goya, han inmortalizado con sus pinceles al Santo de Javier.
Francisco Javier se convirtió a partir del siglo XVI en un ideal como misionero en tierra pagana. Esto ha dado lugar a una muy abundante obra que trata de su figura. Obra de todo tipo, especialmente epistolar, al considerarlo como ejemplo por los miembros de la Compañía de Jesús. Fue Javier quien creó el primer seminario de Goa y quien impulsó las vocaciones al sacerdocio de los indígenas, a la vez que proponía la catequización directa y la traducción de los textos litúrgicos a las lenguas locales.
La obra escrita de Francisco Javier se centra en la correspondencia que mantuvo con sus compañeros y responsables de evangelización. También hay pequeños escritos catequísticos conocidos, como el pequeño catecismo (1542), el gran catecismo (1546) y las Instrucciones para los catequistas de la Compañía de Jesús (1545).
Pinturas de la iglesia de San Sulpicio de París, Francia.

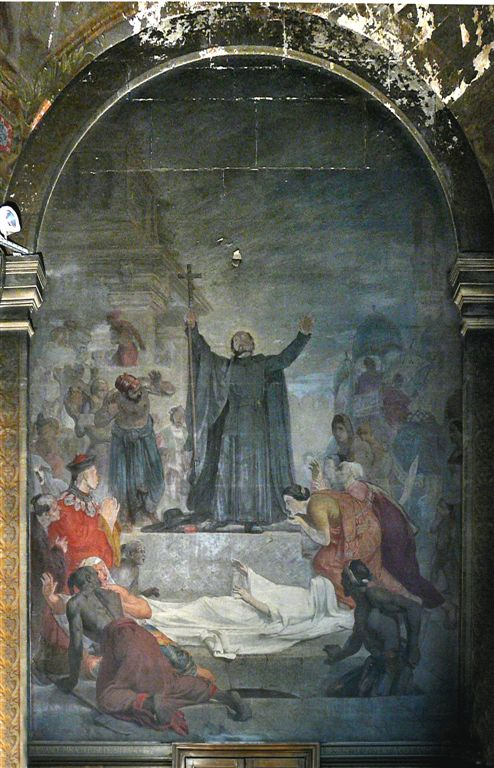
«Milagro de San Francisco Javier, resurrección de un muerto en Coulan (India)».
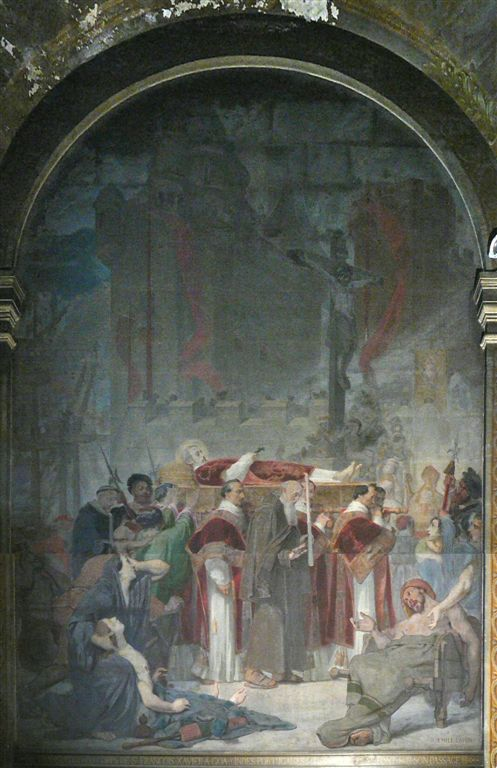
«Transposición del cuerpo de San Francisco Javier a Goa (India portuguesas), milagros se hacen sobre su paso».
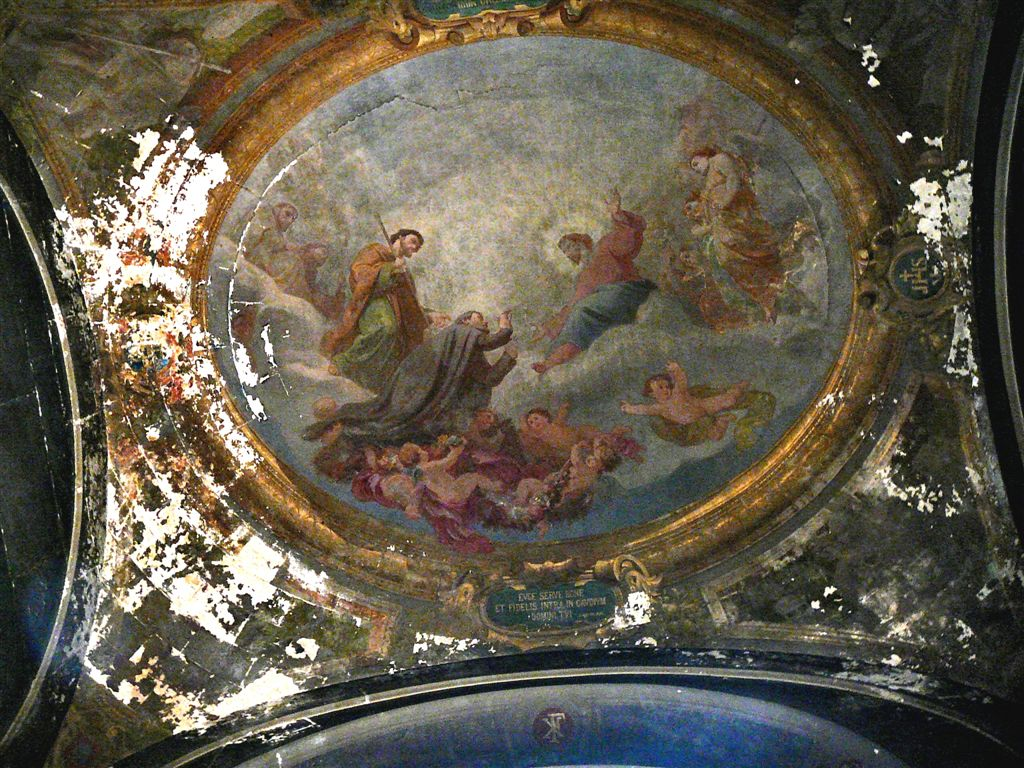
Techo de la capilla de San Francisco Javier.